# Arnold Mvuemba
Arnold Mvuemba Makengo, né le 28 janvier 1985 à Alençon (Orne), est un footballeur français qui évolue au poste de milieu de terrain.

## Biographie

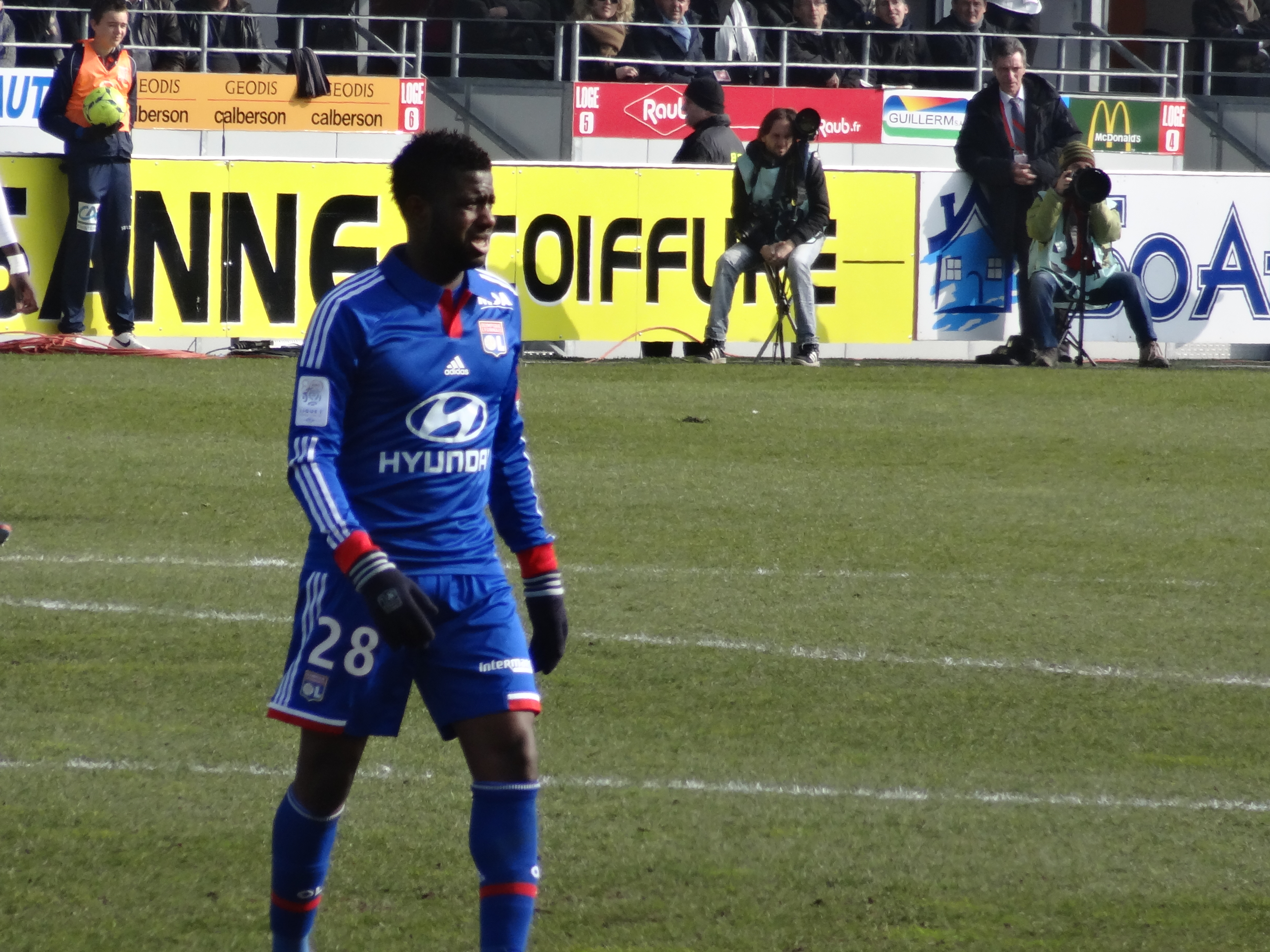
Arnold Mvuemba, joueur de l'Olympique lyonnais en 2013.

Milieu de terrain axial, Arnold Mvuemba intègre le centre de formation du Stade rennais, et remporte la Coupe Gambardella en 2003. 
Du 17 au 20 février 2003, lui qui n'a jamais été sélectionné en équipe de France jeunes auparavant, participe à un stage de détection avec l'équipe de France des moins de 18 ans, au CTNFS à Clairefontaine, aux côtés notamment de Lassana Diarra, Mohamed Sissoko et Yannick Cahuzac. Convaincant, il sera régulièrement appelé en U18 et U19 par la suite. 
En 2004, il dispute son premier match de Ligue 1, puis est sélectionné en équipe de France espoirs en 2005, au Tournoi de Toulon, qu'il remporte, et dont il sera désigné meilleur joueur. Lors de cette même année 2005, il est titularisé à quatre reprises par Laszlo Bölöni, face à l'Olympique de Marseille, l'AS Nancy-Lorraine en championnat, l'Osasuna Pampelune et le PAOK Salonique en Coupe d'Europe.
Il est prêté avec option d'achat le 9 janvier 2007 au Portsmouth pour six mois. Satisfait de ses performances, le club anglais l'engage par la suite.
Il est prêté au FC Lorient pour la saison 2009-2010, mais le joueur voit son contrat avec le club anglais rompu à la suite de graves problèmes financiers de ce dernier, voulant absolument alléger sa masse salariale. Il appartient par la suite au club de Lorient après être tombé d'accord avec le joueur.
Lors de l'été 2010, il décide de rester à Lorient et signe un contrat de quatre ans avec le club morbihannais.
Le 4 septembre 2012, Mvuemba signe un contrat de quatre ans en faveur de l'Olympique lyonnais pour 3 millions d'euros plus Enzo Reale. Il rejoint Jimmy Briand et Yoann Gourcuff avec qui il a gagné la Coupe Gambardella et commencé sa carrière au Stade rennais.
Le 24 février 2013, Mvuemba inscrit un but contre son ancien club Lorient et permet à l'Olympique lyonnais de l'emporter 3-1.
Il est laissé libre à l'issue de son contrat par l'Olympique lyonnais en juin 2016. Il signe pour son ancien club, le FC Lorient, le 6 septembre 2016 pour deux ans.
Le 12 septembre 2018, libre de tout contrat, Mvuemba s’engage pour une saison avec le club qatarien Umm Salal SC. 
Le 7 novembre 2019, Arnold Mvuemba s’engage avec le KSV Roulers, club de deuxième division belge, jusqu’à la fin de la saison. Il était libre depuis fin janvier 2019.

## Sélection nationale
Arnold Mvuemba fait ses classes dans les sélections de jeunes tricolores, gagnant par là même le Tournoi de Toulon en 2005.
En février 2005, il participe au match amical entre la République démocratique du Congo et la Côte d'Ivoire à Rouen.
Bien qu'ayant des origines congolaises, il déclare en mai 2011 : « Pour le moment, je ne jouerai pas pour l’équipe nationale du Congo ».

## Statistiques détaillées
Le tableau suivant récapitule les statistiques d'Arnold Mvuemba durant sa carrière professionnelle
| Saison                | Club                  | Championnat           | Championnat | Championnat | Championnat | Coupe(s) nationale(s) | Coupe(s) nationale(s) | Coupe(s) nationale(s) | Supercoupe | Supercoupe | Supercoupe | Compétition(s) continentale(s) | Compétition(s) continentale(s) | Compétition(s) continentale(s) | Compétition(s) continentale(s) | Total | Total | Total |
| Saison                | Club                  | Division              | M.          | B.          | P.d.        | M.                    | B.                    | P.d.                  | M.         | B.         | P.d.       | Comp.                          | M.                             | B.                             | P.d.                           | M.    | B.    | P.d.  |
| 2003-2004             | Stade rennais         | Ligue 1               | 8           | 0           | 0           | 2                     | 0                     | 0                     | -          | -          | -          | -                              | -                              | -                              | -                              | 10    | 0     | 0     |
| 2004-2005             | Stade rennais         | Ligue 1               | 8           | 0           | 1           | 3                     | 0                     | 0                     | -          | -          | -          | -                              | -                              | -                              | -                              | 11    | 0     | 1     |
| 2005-2006             | Stade rennais         | Ligue 1               | 16          | 1           | 0           | 4                     | 0                     | 0                     | -          | -          | -          | C3                             | 3                              | 0                              | 0                              | 23    | 1     | 0     |
| 2006-2007             | Stade rennais         | Ligue 1               | 1           | 0           | 0           | 2                     | 0                     | 0                     | -          | -          | -          | -                              | -                              | -                              | -                              | 3     | 0     | 0     |
| Sous-total            | Sous-total            | Sous-total            | 33          | 1           | 1           | 11                    | 0                     | 0                     | -          | -          | -          | -                              | 3                              | 0                              | 0                              | 47    | 1     | 1     |
| 2006-2007             | Portsmouth FC (prêt)  | Premier League        | 7           | 1           | 0           | -                     | -                     | -                     | -          | -          | -          | -                              | -                              | -                              | -                              | 7     | 1     | 0     |
| 2007-2008             | Portsmouth FC         | Premier League        | 8           | 0           | 0           | 4                     | 0                     | 0                     | -          | -          | -          | -                              | -                              | -                              | -                              | 12    | 0     | 0     |
| 2008-2009             | Portsmouth FC         | Premier League        | 6           | 0           | 0           | 2                     | 0                     | 0                     | 1          | 0          | 0          | C3                             | 4                              | 1                              | 1                              | 13    | 1     | 1     |
| Sous-total            | Sous-total            | Sous-total            | 21          | 1           | 0           | 6                     | 0                     | 0                     | 1          | 0          | 0          | -                              | 4                              | 1                              | 1                              | 32    | 2     | 1     |
| 2009-2010             | FC Lorient            | Ligue 1               | 37          | 2           | 3           | 4                     | 0                     | 0                     | -          | -          | -          | -                              | -                              | -                              | -                              | 41    | 2     | 3     |
| 2010-2011             | FC Lorient            | Ligue 1               | 34          | 2           | 1           | 6                     | 0                     | 0                     | -          | -          | -          | -                              | -                              | -                              | -                              | 40    | 2     | 1     |
| 2011-2012             | FC Lorient            | Ligue 1               | 34          | 4           | 7           | 4                     | 1                     | 0                     | -          | -          | -          | -                              | -                              | -                              | -                              | 38    | 5     | 7     |
| 2012-2013             | FC Lorient            | Ligue 1               | 4           | 1           | 1           | -                     | -                     | -                     | -          | -          | -          | -                              | -                              | -                              | -                              | 4     | 1     | 1     |
| Sous-total            | Sous-total            | Sous-total            | 109         | 9           | 12          | 14                    | 1                     | 0                     | -          | -          | -          | -                              | -                              | -                              | -                              | 123   | 10    | 12    |
| 2012-2013             | Olympique lyonnais    | Ligue 1               | 17          | 1           | 0           | 1                     | 0                     | 0                     | -          | -          | -          | -                              | -                              | -                              | -                              | 18    | 1     | 0     |
| 2013-2014             | Olympique lyonnais    | Ligue 1               | 16          | 1           | 1           | 4                     | 0                     | 2                     | -          | -          | -          | C3                             | 10                             | 1                              | 2                              | 30    | 2     | 5     |
| 2014-2015             | Olympique lyonnais    | Ligue 1               | 20          | 0           | 1           | 3                     | 0                     | 0                     | -          | -          | -          | C3                             | 3                              | 0                              | 1                              | 26    | 0     | 2     |
| 2015-2016             | Olympique lyonnais    | Ligue 1               | 6           | 0           | 0           | 3                     | 0                     | 0                     | -          | -          | -          | C1                             | -                              | -                              | -                              | 9     | 0     | 0     |
| Sous-total            | Sous-total            | Sous-total            | 59          | 2           | 2           | 11                    | 0                     | 2                     | -          | -          | -          | -                              | 13                             | 1                              | 3                              | 83    | 3     | 7     |
| 2016-2017             | FC Lorient            | Ligue 1               | 32+2        | 1+0         | 1+0         | 2                     | 0                     | 0                     | -          | -          | -          | -                              | -                              | -                              | -                              | 36    | 1     | 1     |
| 2017-2018             | FC Lorient            | Ligue 2               | -           | -           | -           | -                     | -                     | -                     | -          | -          | -          | -                              | -                              | -                              | -                              | 0     | 0     | 0     |
| Sous-total            | Sous-total            | Sous-total            | 34          | 1           | 1           | 2                     | 0                     | 0                     | -          | -          | -          | -                              | -                              | -                              | -                              | 36    | 1     | 1     |
| Total sur la carrière | Total sur la carrière | Total sur la carrière | 256         | 14          | 16          | 44                    | 1                     | 2                     | 1          | 0          | 0          | -                              | 20                             | 2                              | 4                              | 321   | 17    | 22    |

## Palmarès

### En club
Après avoir remporté la Coupe Gambardella en 2003 avec l'équipe junior du Stade rennais, Arnold Mvuemba rejoint le Portsmouth FC avec qui il remporte la Coupe d'Angleterre en 2008.
Avec l'Olympique lyonnais, il est vice-champion de France en 2015 et 2016 et finaliste de la Coupe de la Ligue en 2014.

### En sélection
Avoir l'équipe de France espoirs, il remporte le Tournoi de Toulon en 2005.

### Distinctions personnelles
Arnold Mvuemba est élu meilleur joueur et meilleur passeur du Tournoi de Toulon en 2005.